# Bob Tisdall
Robert "Bob" Morton Newburgh Tisdall  (Nuwara Eliya, Šri Lanka 16. svibnja 1907. – Nambour, Australija 27. srpnja 2004.), irski atletičar, osvajač zlatne olimpijske medalje u utrci na 400 m prepone u  Los Angelesu 1932.
Tisdall je u jeku gospodarske krize, kao što sam opisuje imao "najbolji posao na svijetu", radio je kao pomoćnik mladog indijskog Maharađa kojeg je pratio diljem Europe, pokazujući mu kulturne i prirodne znamenitosti. Da bi ostvario svoj olimpijski san morao je napustiti taj posao i živjeti u napuštenom željezničkom vagonu u voćnjaku, gdje je trenirao trčeći oko redova stabala. General Eoin O'Duffy predsjednik Irskog olimpijskog odbora pozvao ga je početkom 1932. da nastupi na Olimpijadi u Los Angelsu.
Na Olimpijskim igrama u Los Angelesu osvojio je zlato u utrci na 400 m prepone s rezultatom 51,7 sekundi, što je bio svjetski rekord koji ipak nije priznat. Na istim igrama nastupao je i u desetoboju gdje je osvojio osmo mjesto. Nakon pobjede, Tisdall je pozvao na večeru u Los Angeles, gdje je sjedio pokraj Amelije Earhart i Douglasa Fairbanksa, velikih osoba toga doba.
Rođen je u Šri Lanki, odrastao u Nenaghu gradu u središnjoj Irskoj. Živio je u Južnoj Africi, 1969.  sa suprugom Peggy seli se u Australiju. Nosio je baklju tijekom Olimpijskih igara u Sydneju 2000. godine tada je imao 93 godine. U dobi od 96 godina pao je niz strme stepenice i slomio rame, rebra i napuknula mu je slezena. Nikada se nije u potpunosti oporavio, umro je 27. srpnja 2004., u dobi od 97. godina. U to vrijeme bio je najstariji atletičar sa zlatnom olimpijskom medaljom.